# Warburgia salutaris
Warburgia salutaris és una espècie arbòria perenne de la família de les Canellaceae. Es planta i es cultiva en jardins de la mateixa manera en la que es recol·lecta de la natura per a ús medicinal i per a la seva venda en mercats al carrer, fet que la fan una planta molt popular. És una espècie nativa del sud d'Àfrica, en concret a les zones de Moçambic, KwaZulu-Natal, a la província de Limpopo, Mpumalanga; Eswatini i Zimbàbue. És una planta prioritària pel que fa a la seva conservació, ja que es troba en perill segons la UICN.

## Morfologia
És un arbre esvelt, que creix de 5 a 10 metres d'alçada. La fulla és perenne, de color verd fosc i brillant per sobre i verd pàl·lid per sota. Les vores o marges són sencers i simples. La disposició de les fulles amb relació a la tija és alternada i són de forma allargada, el·líptica i lanceolada. El nervi central està lleugerament fora del centre. Les fulles tenen un sabor amarg, lleugerament aromàtic. Té flors blanques a verdoses de fins a 7 mm de diàmetre. Les flors són solitàries, axil·lars, o en caps, algunes de flor estreta, transmeses en tiges curtes i robustes en les aixelles de les fulles. Aquestes flors es desenvolupen en tot l'any. El fruit és una baia ovalada, estretes cap a la base, són de color verd fosc, tornant-se de color porpra quan estan madures, adobada en textura i coberta amb glàndules. La tija està coberta per una rica escorça de color marró, que també és amarga i picant.

## Distribució i hàbitat
L'arbre de nom comú africà pepper-bark tree, és a dir, arbre de l'escorça de pebre, es distribueix de manera dispersa per tota sud-àfrica, produint-se als boscos de sabana i bosc costaner al nord de KwaZulu-Natal, en clapes de boscos afromontans a Mpumalanga. També es registra en boscos afromontans de les muntanyes de l'est de Zimbabwe i en clapes de bosc a terres baixes a Swazilàndia i Moçambic. Encara hi ha grans subpoblacions verges a la Provincia del Nord encara que es necessita més investigació a nivell de localització precisa de l'espècie al nord i la relació amb espècies properes.

## Aspectes culturals
Medicinalment, aquest arbre d'amargues tiges i escorça semblant al pebre, s'utilitza per guarir moltes malalties. Com expectorant o fumats, és un recurs molt utilitzat per als refredats comuns. S'asseca i es mol, i es fa un tabac utilitzat per netejar els pits. Pres per via oral es creu que és útil per curar taques en els pulmons. Tant les tiges, escorça i l'arrel són un remei per a la malària. Es fa en pols i es barreja amb aigua, es creu que pot curar nafres a la boca. No és molt conegut per la fusta a Sud-àfrica probablement a causa de la seva raresa. Segons Palmer i Pitman (1973), a Kenya els fulls del pebre d'escorça de vegades s'afegeixen a curri i la fusta s'utilitza de vegades per a edificis.